# Tomasz Oleszek
Tomasz Oleszek (ur. 28 maja 1970) – polski piłkarz, występujący na pozycji pomocnika. 

## Życiorys
Wychowanek Chemika Police, w 1987 roku został wcielony do pierwszej drużyny. W 1991 roku awansował wraz z klubem do II ligi. W 1993 roku przeszedł do Pogoni Szczecin, w barwach której rozegrał w sezonie 1993/1994 osiem spotkań w I lidze. Sezon 1994/1995 spędził na wypożyczeniu w Amice Wronki, z którą uzyskał wówczas awans do I ligi.
Po sezonie spędzonym w Amice powrócił do Pogoni Szczecin, rozgrywając w sezonie 1995/1996 22 mecze w I lidze. Po spadku Pogoni Oleszek odszedł z tego klubu w styczniu 1997 roku, zasilając skład Chemika Police. Na początku 1998 roku odszedł do Aluminium Konin, w którym grał do momentu spadku klubu do III ligi w 2000 roku. Następnie powrócił do Chemika (wówczas Pomerania/KP Police), gdzie w 2002 roku zakończył karierę.

## Statystyki ligowe
| Sezon         | Klub            | Liga    | Mecze | Gole |
| ------------- | --------------- | ------- | ----- | ---- |
| 1991/1992     | Chemik Police   | II liga | 19    | 1    |
| 1992/1993     | Chemik Police   | II liga | 33    | 4    |
| 1993/1994     | Pogoń Szczecin  | I liga  | 8     | 0    |
| 1994/1995     | Amica Wronki    | II liga | 32    | 2    |
| 1995/1996     | Pogoń Szczecin  | I liga  | 22    | 0    |
| 1996/1997 (j) | Pogoń Szczecin  | II liga | 10    | 0    |
| 1996/1997 (w) | Chemik Police   | II liga | 12    | 1    |
| 1997/1998 (j) | Chemik Police   | II liga | 15    | 0    |
| 1997/1998 (w) | Aluminium Konin | II liga | 15    | 1    |
| 1998/1999     | Aluminium Konin | II liga | 21    | 4    |
| 1999/2000     | KP Konin        | II liga | 19    | 1    |